# Dimensione onirica
Dimensione onirica è il secondo e ultimo album del gruppo musicale italiano Corte dei Miracoli, registrato tra il 1973 e il 1974 e pubblicato postumo dalla Mellow Records nel 1992, ovvero 16 anni dopo lo scioglimento del gruppo.

## Tracce
Testi e musiche di Alessio Feltri.
1. Dimensione onirica (parte 1) – 3:55
2. Eterna ricerca – 7:43
3. Volando nel sole – 10:04
4. Il volto sconosciuto della Terra – 7:04
5. Riflessione – 7:23
6. Dimensione onirica (parte 2) – 10:13
7. Breve esistenza – 8:51
8. Corte o morte – 8:04
9. Quasimodo – 13:36

## Formazione
- Alessio Feltri - organo Hammond, sintetizzatore Davoli, pianoforte elettrico Fender Rhodes
- Michele Carlone - sintetizzatore Solina, pianoforte, voce solista
- Mario Alessi - basso Fender Precision
- Alessandro Della Rocca - chitarra Fender Telecaster, chitarra Gibson
- Flavio Scogna - batteria

Note aggiuntive
- Mauro Moroni e Ciro Perrino - produttori, produttori esecutivi
- Alessio Feltri - illustrazione copertina[1]